# Джакомо да Лентіні
Джа́комо да Ленті́ні (також відомий як Якопо да Лентіні) — найголовніший поет Сицилійської школи і нотаріус у суді Священного Римського Імператора Фрідріха II. Да Лентіні був дуже знаменитий протягом свого життя, але його також визнавали як майстра поети наступного покоління, зокрема Данте, що увічнив його пам'ять у своїй «Божественній комедії» (Purgatorio XXIV, 55-57).
Джакомо традиційно вважають винахідником сонета, тому що його твори цією віршовою формою залишаються найранішими з нині відомих. Він пристосував теми, стиль і мову провансальської поезії до італійської мови, додаючи туди власні аристократичні виняткові смаки. Всі його твори, що збереглися дотепер — 40 ліричних віршів, зокрема сонети, канцони і тенцони (поетичні дебати). Жоден з його творів не залишився на оригінальному сицилійському діалекті, тільки в тосканських копіях.